# Elvira López (feminista)

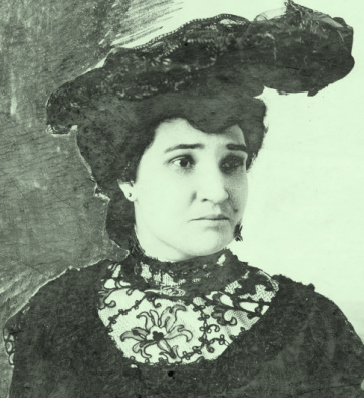
Elvira López

Elvira V. López (Buenos Aires, 25 de fevereiro de 1871 — 1956) foi uma feminista, activista, reformadora e autora argentina.
Juntamente com a sua irmã, Ernestina López de Nelson, estudou filosofia na Universidade de Buenos Aires . Em 1901 concluiu uma tese de doutoramento sobre feminismo, El movimiento feminista, orientada por Rodolfo Rivarola e Antonio Dellepiane. Baseando-se extensivamente em fontes europeias, a tese revisou o desenvolvimento do feminismo nos Estados Unidos, Canadá, África, Índia e Argentina. Um capítulo final revisou os congressos feministas internacionais.

## Trabalhos
- El movimiento feminista. Tesis presentada para optar por el grado de Doctora en Filosofía y Letras, Buenos Aires, Facultad de Filosofía y Letras, Imprenta Mariano Moreno, 1901. Republished as El movimiento feminista: Primeros trazos del feminismo en Argentina, Buenos Aires: Ediciones Biblioteca Nacional, 2009.
- 'La mujer en la Argentina: Costumbres, educación profesiones a que se dedica, datos estadísticos, legislación, etc.', Revista del Consejo Nacional de Mujeres, Vol. 2, No. 6 (Junho de 1902)
- 'Mujeres en las fábricas', La Prensa, 31 de maio de 1918